# Kloster Montevergine in Sortino
Das Kloster Montevergine in Sortino war von 1584 bis 1866 ein Kloster der Zisterzienserinnen und ist seit 1913 ein Kloster der Benediktinerinnen in Sortino, Region Sizilien, in Italien.

## Geschichte
Das Nonnenkloster Montevergine (auch: San Benedetto e Monte Virgini) wurde 1584 dreißig Kilometer nordwestlich Syrakus in Sortino von Zisterzienserinnen gegründet und, nach der Zerstörung durch das verheerende Erdbeben von 1693, wieder aufgebaut. 1866 kam es im Zuge der Aufhebung aller Klöster durch den italienischen Staat zur Auflösung. 1913 wurde das Kloster durch die von Pater Celestino Colombo (1874–1935) in Ghiffa gegründeten italienischen Benediktinerinnen vom Heiligsten Sakrament (Benedettine dell’Adorazione Perpetua del SS. Sacramento) wieder besiedelt. Zum Kloster gehört die barocke Christi-Geburts-Kirche (Chiesa della Natività) mit Fresken von 1780 durch Sebastiano Monaco († nach 1800).

### Handbuchliteratur
- Laurent Henri Cottineau: Répertoire topo-bibliographique des abbayes et prieurés. Bd. 2. Protat, Mâcon 1939–1970. Nachdruck: Brepols, Turnhout 1995. Spalte 2094 (Sortino, Benediktinerinnen).
- Bernard Peugniez: Le Guide Routier de l’Europe Cistercienne. Editions du Signe, Straßburg 2012, S. 745 (Sortino, San Benedetto e Monte Virgini).
- Gereon Christoph Maria Becking: Zisterzienserklöster in Europa. Kartensammlung. Lukas Verlag Berlin 2000, ISBN 3-931836-44-4, Blatt 105D (San Benedetto e Monte Virgini).